# Holoaerenica multipunctata
Holoaerenica multipunctata är en skalbaggsart som först beskrevs av Amédée Louis Michel Lepeletier och Audinet-serville 1825.  Holoaerenica multipunctata ingår i släktet Holoaerenica och familjen långhorningar.
Artens utbredningsområde är Paraguay. Inga underarter finns listade i Catalogue of Life.